# ليوناردو سيرنيكولا
ليوناردو سيرنيكولا (بالإيطالية: Leonardo Sernicola)‏ (30 يوليو 1997 في إيطاليا - ) هو لاعب كرة قدم إيطالي في مركز الدفاع.

## وصلات خارجية
- ليوناردو سيرنيكولا على موقع الاتحاد الدولي (مؤرشف)  (الإنجليزية)
- ليوناردو سيرنيكولا على موقع قاعدة بيانات كرة القدم.إي يو (الإنجليزية)
- ليوناردو سيرنيكولا على موقع بيانات كرة القدم. دي إي (الألمانية)
- ليوناردو سيرنيكولا على موقع Soccerbase.com (لاعب) (الإنجليزية)
- ليوناردو سيرنيكولا على موقع Soccerway.com (الإنجليزية)
- ليوناردو سيرنيكولا على موقع عالم كرة القدم.نت (الإنجليزية)